# Sweet & Coffee
Sweet & Coffee es una cadena de cafeterías fundada en Guayaquil, Ecuador, en 1997. A marzo de 2021 contaba con 106 establecimientos en Ecuador y más de 1000 empleados.
La oferta de la empresa incluye una variedad de productos que van desde café preparado hasta bebidas calientes y frías, así como dulces, postres y su propia marca de café para preparar.

## Historia
La iniciativa de establecer una cafetería surgió de los esposos Richard Peet y Soledad Hanna, quienes, durante su noviazgo, encontraron inspiración en la afición de ella por elaborar postres caseros para él. Comenzaron con un solo local en un centro comercial en 1997 y expandieron su presencia con la apertura de un segundo local en el año 2000. Desde entonces, la compañía ha consolidado su posición en el mercado ecuatoriano.
En 2008, la compañía estableció la «Universidad del Café», siendo pionera en Ecuador en la creación de un centro de entrenamiento y formación dedicado a capacitar a sus colaboradores en aspectos relacionados con el café.
En 2011, Sweet & Coffee fue incluida en el Marketing Hall of Fame Ecuador.

## Denuncia
La compañía fue denunciada por discriminación de género, luego de haber convocado una reunión de empleados en un fuerte militar donde asistieron dos trabajadoras transexuales de su franquicia en ropa civil y despedirlas al día siguiente sin motivos válidos.